# Nationalpark Monti Sibillini
Der Nationalpark Monti Sibillini (italienisch Parco nazionale dei Monti Sibillini) ist ein Nationalpark in Italien. Der ca. 70.000 ha große Park umfasst wesentliche Teile der Sibillinischen Berge, eines Teils des Apennin. Er besteht seit 1993 und liegt in den Provinzen Ascoli Piceno, Fermo, Macerata und Perugia.
Die unteren Lagen des Nationalparks sind zumeist bewaldet. Die höheren Lagen sind durchweg mit Gras bewachsen. Der höchste Berg ist der Monte Vettore (2476 m s.l.m.) mit Aufstieg vom Forca di Presta.

## Weblinks

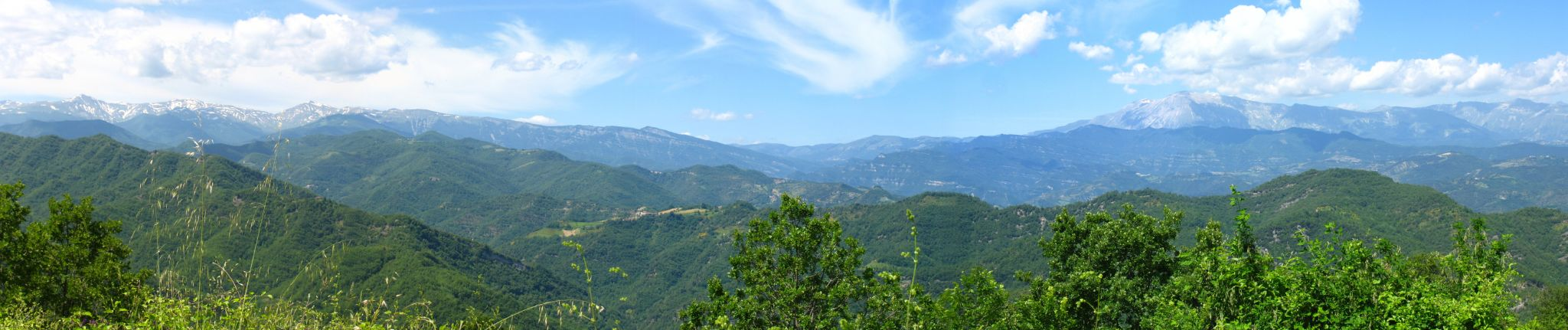
Panorama des Nationalpark Monti Sibillini